# Kyle Chalmers
Pour les articles homonymes, voir Chalmers.
Kyle Chalmers, né le 25 juin 1998 à Port Lincoln, est un nageur australien.
Aux Jeux olympiques d'été de 2016 à Rio, il remporte la médaille d'or du 100 m et finit 3e avec le relais 4 × 100 m australien composé de James Roberts, James Magnussen et Cameron McEvoy.

## Biographie
Il bat à trois reprises le record du monde junior pour remporter en 47 s 58 la finale du 100 m nage libre lors des Jeux olympiques de 2016 à Rio.
Puis il y remporte la médaille de bronze du relais 4 × 100 mètres nage libre avec James Roberts, James Magnussen et Cameron McEvoy.
Il subit une opération du cœur en 2017 pour soigner une arythmie cardiaque (une tachycardie supraventriculaire) et rate les Mondiaux de Budapest en 2017.
Il signe un retour réussi à l'édition suivante en 2019 à Gwangju mais est battu par le prodige américain Caeleb Dressel auquel il n'avait pu se mesurer en 2017.
Opéré de l'épaule fin 2020, il revient fin avril 2021, à trois mois des JO de Tokyo, en signant de grandes performances aux championnats d'Australie puisqu'il remporte le 50 m, le 100 m et le 200 m nage libre.
Il fait partie du relais 4 × 100 m nage libre australien médaillé d'or aux Championnats du monde de natation 2023 à Fukuoka.

## Palmarès

### Jeux olympiques d'été
| Épreuve / Édition      | Rio 2016             | Tokyo 2020           | Paris 2024           |
| 100 m nage libre       | Or 47 s 58           | Argent 47 s 08       | Argent 47 s 48       |
| 4 × 100 m nage libre   | Bronze 3 min 11 s 37 | Bronze 3 min 10 s 22 | Argent 3 min 10 s 35 |
| 4 × 100 m quatre nages | Bronze 3 min 29 s 93 | -                    |                      |
| 4 × 200 m nage libre   | -                    | Bronze 7 min 1 s 84  | Bronze 7 min 1 s 98  |

### Championnats du monde

#### Grand bassin
| Épreuve / Édition          | Kazan 2015 | Gwangju 2019         | Budapest 2022        | Fukuoka 2023         | Singapour 2025  |
| 4 × 200 m nage libre       | -          | Or 7 min 0 s 85      | -                    | Bronze 7 min 2 s 13  |                 |
| 100 m nage libre           | -          | Argent 47 s 08       | -                    | Or 47 s 15           | Bronze 47 s 17  |
| 4 × 100 m nage libre mixte | -          | Argent 3 min 19 s 97 | Or 3 min 19 s 38     | Or 3 min 18 s 83     |                 |
| 4 × 100 m nage libre       | -          | Bronze 3 min 11 s 22 | Argent 3 min 10 s 80 | Or 3 min 10 s 16     | Or 3 min 8 s 97 |
| 4 × 100 m quatre nages     | Argent     | -                    | -                    | Bronze 3 min 29 s 62 |                 |

#### Petit bassin
- Championnats du monde 2022 à Melbourne (Australie) :
  -  Médaille d'or du 100 m nage libre
  -  Médaille d'or du relais 4 × 50 m nage libre
  -  Médaille d'or du relais 4 × 100 m quatre nages
  -  Médaille d'argent du relais 4 × 100 m nage libre
  -  Médaille d'argent du relais 4 × 200 m nage libre
  -  Médaille d'argent du relais 4 × 50 m nage libre mixte
  -  Médaille de bronze du relais 4 × 50 m quatre nages

### Jeux du Commonwealth
| Épreuve / Édition      | Gold Coast 2018  |
| 200 m nage libre       | Or 1 min 45 s 56 |
| 4 × 100 m nage libre   | Or 3 min 12 s 96 |
| 4 × 200 m nage libre   | Or 7 min 5 s 97  |
| 4 × 100 m quatre nages | Or 3 min 31 s 04 |
| 100 m nage libre       | Argent 48 s 15   |

### Championnats pan-pacifiques
| Épreuve / Édition      | Tokyo 2018           |
| 100 m nage libre       | Or 48 s 00           |
| 4 × 100 m nage libre   | Argent 3 min 12 s 53 |
| 4 × 200 m nage libre   | Argent 7 min 4 s 70  |
| 4 × 100 m quatre nages | Bronze 3 min 30 s 52 |